# Остапівське
Оста́півське — село в Україні, у Синельниківському районі Дніпропетровської області. Входить до складу Покровської селищної громади. Населення становить 128 осіб.

## Географія
Село Остапівське знаходиться на правому березі річки Гайчул в місці впадання в неї річки Янчул, вище за течією на відстані 2,5 км розташоване село Нечаївка, нижче за течією на відстані 0,5 км розташоване село Андріївка. Поруч проходить автомобільна дорога Т 0401.

## Історія
Виникло з невеличкого хутора, засновником якого був селянин Остап. Хутір Остапівський виник в першій чверті XX ст.
До 2016 року орган місцевого самоврядування — Андріївська сільська рада.
12 червня 2020 року, відповідно до розпорядження Кабінету Міністрів України № 709-р від «Про визначення адміністративних центрів та затвердження територій територіальних громад Дніпропетровської області», увійшло до складу Покровської селищної громади.
19 липня 2020 року, в результаті адміністративно-територіальної реформи і ліквідації Покровського району, село увійшло до складу новоутвореного Синельниківського району.

## Населення

### Мова
Розподіл населення за рідною мовою за даними перепису 2001 року:
| Мова       | Кількість | Відсоток |
| ---------- | --------- | -------- |
| українська | 126       | 98.44%   |
| російська  | 2         | 1.56%    |
| Усього     | 128       | 100%     |